# Alt-Schanzerhof 2 (Korschenbroich)

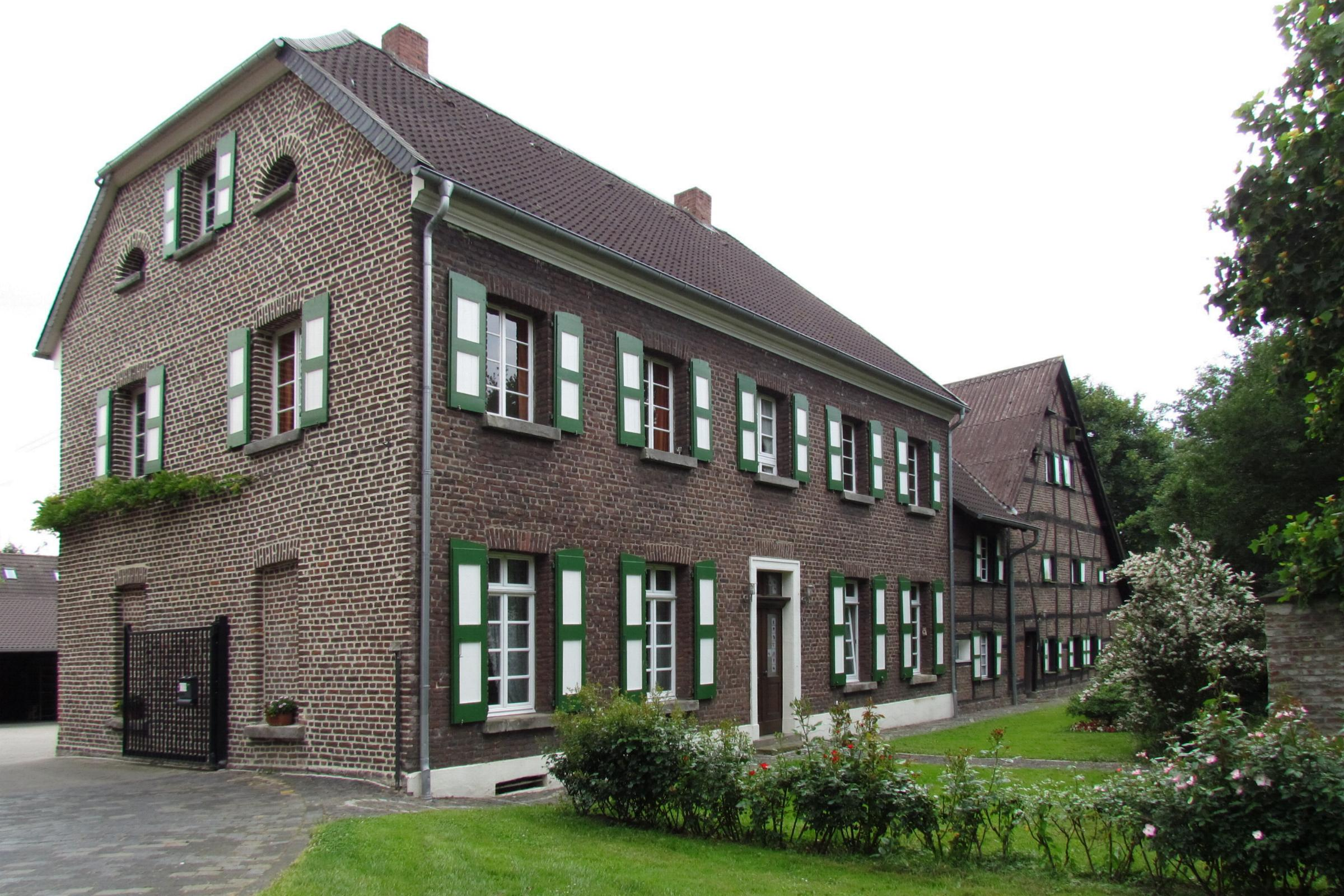
Fachwerkhofanlage

Die Hofanlage Alt-Schanzerhof 1 steht im Stadtteil Glehn in Korschenbroich  im Rhein-Kreis Neuss in Nordrhein-Westfalen.
Das Gebäude wurde am Ende des 19. Jahrhunderts erbaut und unter Nr. 171 am 14. Februar 1991 in die Liste der Baudenkmäler in Korschenbroich eingetragen.

## Architektur
Es handelt sich hier um eine vierflügelige Hofanlage aus dem Ende des 19. Jahrhunderts. Der westliche Scheunentrakt ist in Fachwerk, die übrigen Bauten sind in Backstein ausgeführt. Das Backsteinwohnhaus ist zweigeschossig in drei Achsen erstellt, mit Lisenengliederung.
Trotz geringfügiger Veränderungen hat diese Hofanlage ihr ursprüngliches Erscheinungsbild erhalten. Diese Hofanlage erfüllt die Voraussetzungen des § 2 DSchG NW zur Eintragung in die Denkmalliste. Sie ist bedeutend für die Geschichte des Menschen als kulturgeschichtliches Zeugnis der Arbeits- und Wohnverhältnisse im 19. Jahrhundert und für Städte und Siedlungen im ortsgeschichtlichen Sinne. Für deren Erhaltung und Nutzung liegen wissenschaftliche, hier architektur- und siedlungsgeschichtliche Gründe vor.